# Frans van Pommeren
Frans (Barth, 22 mei 1577 – Stettin, 27 november 1620) was een Pommerse hertog uit de Greifendynastie. Van 1602 tot 1618 bestuurde hij als protestants administrator van het bisdom Cammin. Daarna volgde hij zijn oudere broer Filips II op als hertog van Pommeren-Stettin, waar hij tot zijn dood regeerde. Hij werd als hertog van Stettin opgevolgd door zijn broer Bogislaw XIV.

## Biografie
Frans was de tweede zoon van hertog Bogislaw XIII van Pommeren-Stettin en Clara van Brunswijk-Lüneburg. Hij kreeg een goede vorstelijke opvoeding en was vooral geïnteresseerd in militaire zaken. In 1592 werd hij coadjutor in het bisdom Kammin, en daarmee de beoogde opvolger van zijn oom Casimir VI, de regerende protestantse administrator van Kammin. In 1594 begon Frans aan de onder edelen gebruikelijke grand tour door Europa. Na een bezoek aan Wenen streed Frans in de Lange Turkenoorlog mee tijdens het Beleg van Esztergom. Vervolgens reisde hij naar Italië. In 1596 keerde hij terug in Pommeren.
In 1602 trad Casimir VI af en volgde Frans hem op als administrator van Cammin. Hij vestigde zijn hofhouding in het kasteel van Köslin. Om de economische positie van zijn land te versterken, richtte hij in het kasteel een munt op, maar hij werd al snel beschuldigd van valsmunterij. In 1604 bood koning Karel IX van Zweden hem het commando over een regiment aan, maar om de neutraliteit van Pommeren in de Pools-Zweedse Oorlog niet in het geding te brengen, ging Frans niet op het aanbod in. In 1606 overleed Frans' vader Bogislaw XIII en verdeelden hij en zijn broers de erfenis. Frans kreeg hierbij het bestuur over het Amt Bütow toegewezen, dat echter onderdeel bleef van het hertogdom Pommeren-Stettin.
De eerste jaren van zijn regering reisde Frans veel, waarbij hij verschillende Duitse vorstenhoven bezocht. Hij hoopte zo een geschikte huwelijkskandidaat te vinden. In 1604 mislukte de besprekingen voor een huwelijk met een van de dochters van hertog Albrecht Frederik van Pruisen. Frans' tante Erdmuthe, de weduwe van hertog Johan Frederik, begon vervolgens besprekingen met haar zus Sophia, de keurvorstin van Saksen, om Frans te koppelen aan haar dochter Sophia. Het huwelijk werd uiteindelijk in 1610 gesloten.

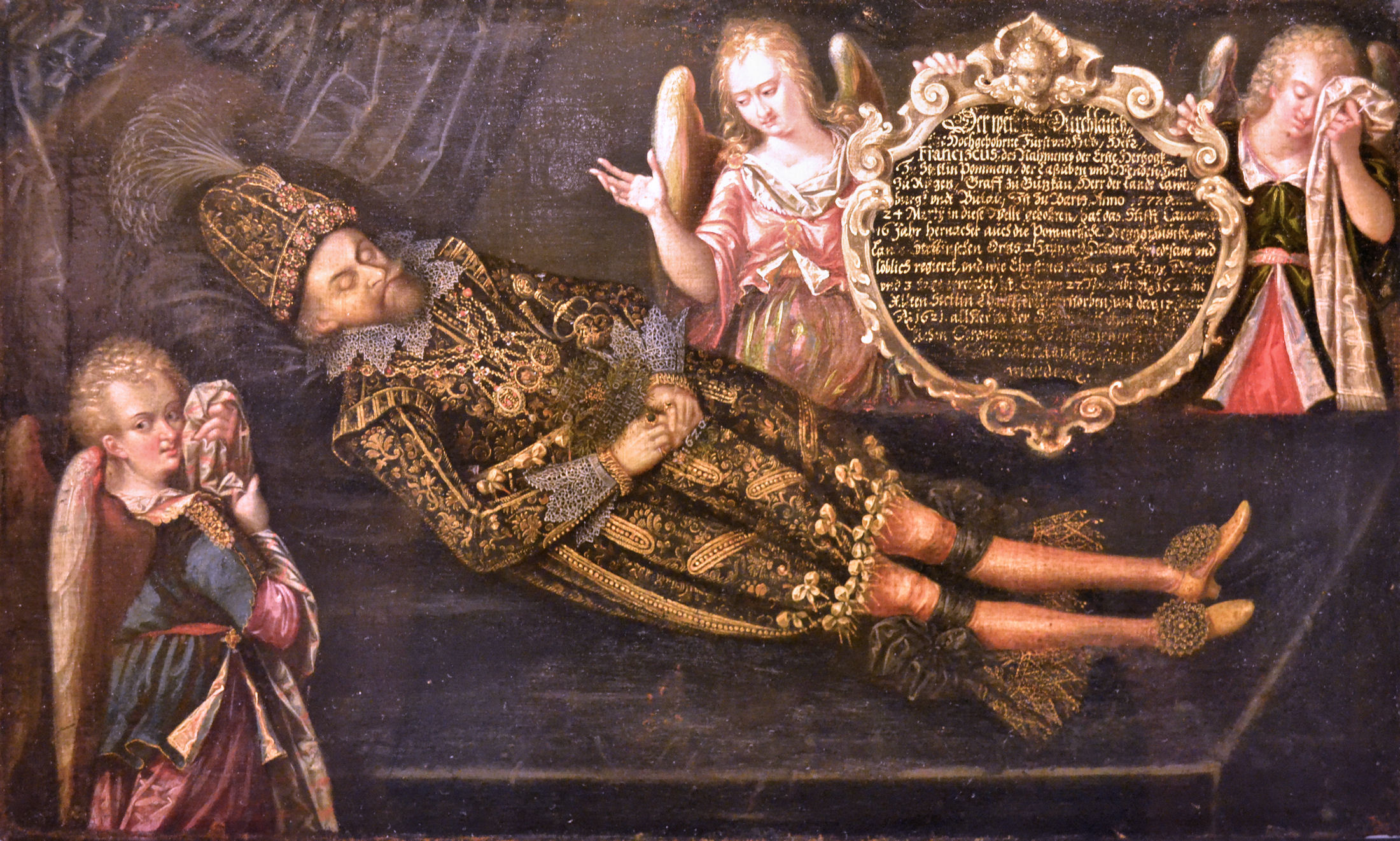
Het opgebaarde lichaam van Frans op een Katafalk, schilderij uit 1620.

Na het overlijden van zijn oudste broer Filips II volgde Frans hem op als hertog van Pommeren-Stettin. Frans stond Cammin en Bütow af aan zijn jongere broer Ulrich. In Stettin liet Frans de westvleugel van het kasteel afbouwen, waar de kunstcollectie van de hertogen ondergebracht werd.
Als hertog is Frans vooral bekend door een heksenproces dat tijdens zijn regering plaatsvond. Sidonia von Borcke, een adellijke dame die in het klooster getreden was, werd in 1619 beschuldigd van hekserij. Ze zou verantwoordelijk zijn voor de kinderloze dood van de verschillende Pommerse hertogen en de dood van hertog Filips II op haar geweten hebben. Nadat ze verhoord en gefolterd was, werd Sidonia in september 1620 veroordeeld. Ze werd vlak buiten de muren van Stettin onthoofd. Haar lichaam werd verbrand.
Frans stierf op 27 november 1620, nadat hij plotseling ziek geworden was. Hij werd begraven in de Slotkerk in Stettin.

## Huwelijk
Frans trouwde op 26 augustus 1610 in Dresden met Sophia, een dochter van keurvorst Christiaan I van Saksen. Hun huwelijk bleef kinderloos.